# Noordelijk Betsimisaraka-Malagasi
Noordelijk Betsimisaraka-Malagasi is een Austronesische taal van de groep der Malagasitalen, die wordt gesproken in Madagaskar.

## Taalgebied
Het Noordelijk Betsimisaraka-taalgebied behelst ruwweg de noordelijke helft van de oostkust en bestaat uit twee losse stukken:
- Het noordelijke gebied vormt net niet het uiterste noordoosten van het land, ligt aan de kust en wordt begrensd door Antankarana-Malagasi- (noorden) en Tsimihety-Malagasitalige (zuidwesten, westen) gebieden. De Indische Oceaan grenst in het oosten en zuiden aan het gebied.
- Het zuidelijke gebied is langgerekt en wordt van het eerste (kleinere) gebied gescheiden door een uitloper van Tsimihety-Malagasitalig gebied. In het noordoosten wordt het dus door gebieden waar men deze taal spreekt begrensd, in het zuiden door het Zuidelijk Betsimisaraka-Malagasi en in het westen door het Plateaumalagasi. Aan de lange oostelijke kuststrook vindt men de Indische Oceaan.

Politiek gezien wordt het Noordelijk Betsimisaraka-Malagasi dus gesproken in de Toamasinaprovincie, meer bepaald in de districten Mananara Avaratra, Soanierana-Ivongo, Fenoarivo-Antsinana, Vavatenina en Toamasina.

## Geschiedenis
In 2005 werd duidelijk dat de taal die toen "Malagasi" werd genoemd (met SIL-code MEX en ISO 639-2 mlg), vier verschillende talen behelsde. Het Noordelijk Betsimisaraka-Malagasi splitste zich af, net zoals het Zuidelijk Betsimisaraka- en het Bara-Malagasi, deze drie talen werden als aparte talen erkend en wat overbleef was de standaardtaal, nu bekend als Plateaumalagasi.

## Verspreiding van de sprekers
- Madagaskar: 900 000; 5de plaats, 6de volgens totaal aantal sprekers